# جنگ صلیبی چوپانان (۱۲۵۱)

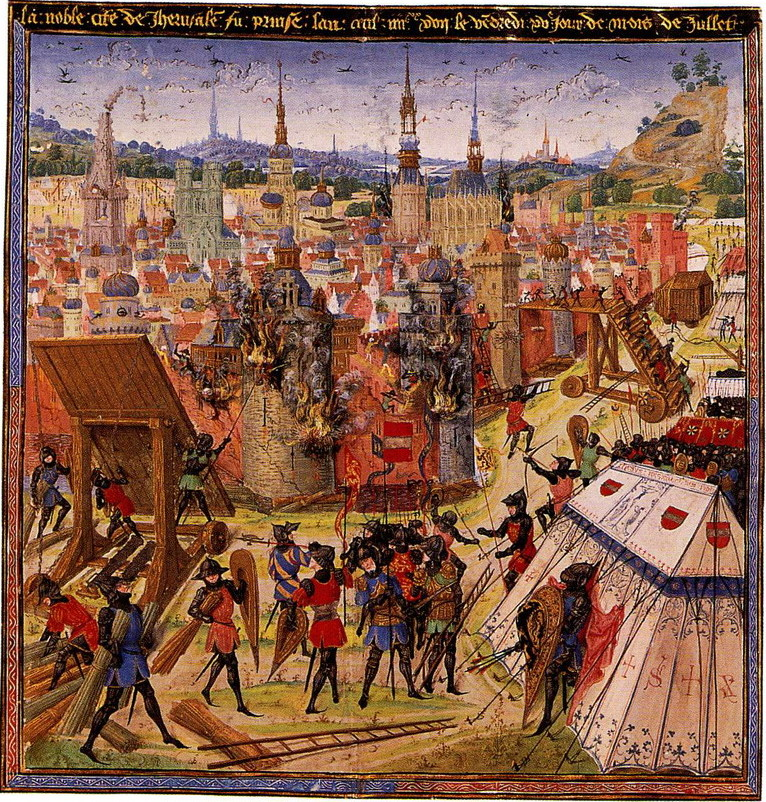
تصویری از جنش چوپانان در حال مبارزه با لرد هایشان

جنگ صلیبی چوپانان (انگلیسی: Shepherds' Crusade)، یکی از جنبش‌ها و حرکات مردمی در شمال فرانسه برای آزاد کردن لویی نهم پس از جنگ صلیبی هفتم که توسط ایوبیان اسیر شده بود. اوضاع اروپا در اواسط سده سیزدهم، به دلیل اختلافات داخلی و درگیری میان پادشاهان اروپا از یک سو و درگیری آنان با پاپ از سوی دیگر، برای حمله مساعد نبود. برادران لوئی نهم، که به لشکرکشی مجدد به شرق تمایل نداشتند، صرفاً به سبب قولی که داده بودند با پاپ ملاقات و خواست لوئی را مطرح کردند ولی چون پاپ هم رغبتی به حمله جدید نداشت، نتیجه چندانی از این ملاقات حاصل نشد. با این حال، تلاش‌های اندکی برای بسیج نیروها انجام گرفت.
در این میان جنبشی مردمی، به رهبری چوپانی مجارستانی که خود را «آقای مجارستان» می‌نامید، برپا شد و سراسر فرانسه را نیز فرا گرفت و چون بیشتر شرکت‌کنندگان در آن کشاورزان و چوپانان بودند، به «حمله صلیبی چوپانان» معروف شد.

## جنگ صلیبی هفتم
هفتمین جنگ صلیبی به رهبری لویی نهم پادشاه فرانسه آغاز گردید که از سال ۱۲۴۸ تا ۱۲۵۴ به طول انجامید، در حدود ۸۰۰ هزار بیزانت مبلغ باج در جهت آزای پادشاه لویی به مسلمانان پرداخت گردید و بدین وسیله شرایط آزادی وی فراهم گردید، لویی در این نبرد هزاران نفر از لشکریان خود را از دست داده و در نهایت اسیر مسلمین و سلطان ایوبیان توران شاه گردید که از پشتیبانی ممالیک بحری، مملوک‌ها، بیبرس، سیف الدین قطز و آیبک برخوردار بود.